# Amerikanska mästerskapen i terränglöpning 2023
Amerikanska mästerskapen i terränglöpning 2023 avgjordes den 21 januari 2023 i Pole Green Park i Richmond, Virginia. Det var den 132:a upplagan av amerikanska mästerskapen i terränglöpning. Mästerskapet  
fungerade även som USA:s uttagning till terräng-VM 2023 i Bathurst i Australien.

## Resultat

### Herrar
| Placering | Idrottare         | Tid   |
| --------- | ----------------- | ----- |
| 1         | Emmanuel Bor      | 28.44 |
| 2         | Andrew Colley     | 28.48 |
| 3         | Anthony Rotich    | 28.49 |
| 4         | Leonard Korir     | 28.49 |
| 5         | Sam Chelanga      | 28.49 |
| 6         | Dillon Maggard    | 28.49 |
| 7         | Reid Buchanan     | 28.49 |
| 8         | Hillary Bor       | 28.57 |
| 9         | Abbabiya Simbassa | 29.02 |
| 10        | Zachery Panning   | 29.06 |

### Damer
| Placering | Idrottare        | Tid   |
| --------- | ---------------- | ----- |
| 1         | Ednah Kurgat     | 32.07 |
| 2         | Makena Morley    | 32.24 |
| 3         | Emily Durgin     | 32.27 |
| 4         | Emily Lipari     | 32.32 |
| 5         | Weini Kelati     | 32.39 |
| 6         | Katie Izzo       | 32.40 |
| 7         | Allie Buchalski  | 33.02 |
| 8         | Susanna Sullivan | 33.14 |
| 9         | Laura Thweatt    | 33.17 |
| 10        | Carrie Verdon    | 33.33 |